# パークリッジ (イリノイ州)
パークリッジ（Park Ridge）は、アメリカ合衆国イリノイ州のクック郡にある都市。人口は3万9656人（2020年）。シカゴの北西25キロメートルに位置している。シカゴ・オヘア国際空港に近い。

## 概要
デスプレイン川東岸にあり粘土層が豊富にあるため、昔はレンガの製造が盛んだった。町のニックネームは「ブリックトン」だった。第二次世界大戦後いわゆる「ホワイト・フライト」の定住地として注目されるようになり、農地が住宅地に転換された。人口は1970年以降安定している。メトラのパークリッジ駅からオギルビー駅行きの通勤列車が利用できる。

## 関係者
- ヒラリー・クリントン（政治家）：シカゴ生まれだが8歳の時にパークリッジに引っ越した。
- ハリソン・フォード（俳優）：シカゴからパークリッジ市内の高校に通学した。
- キャリー・スノッドグレス（女優）：パークリッジ出身

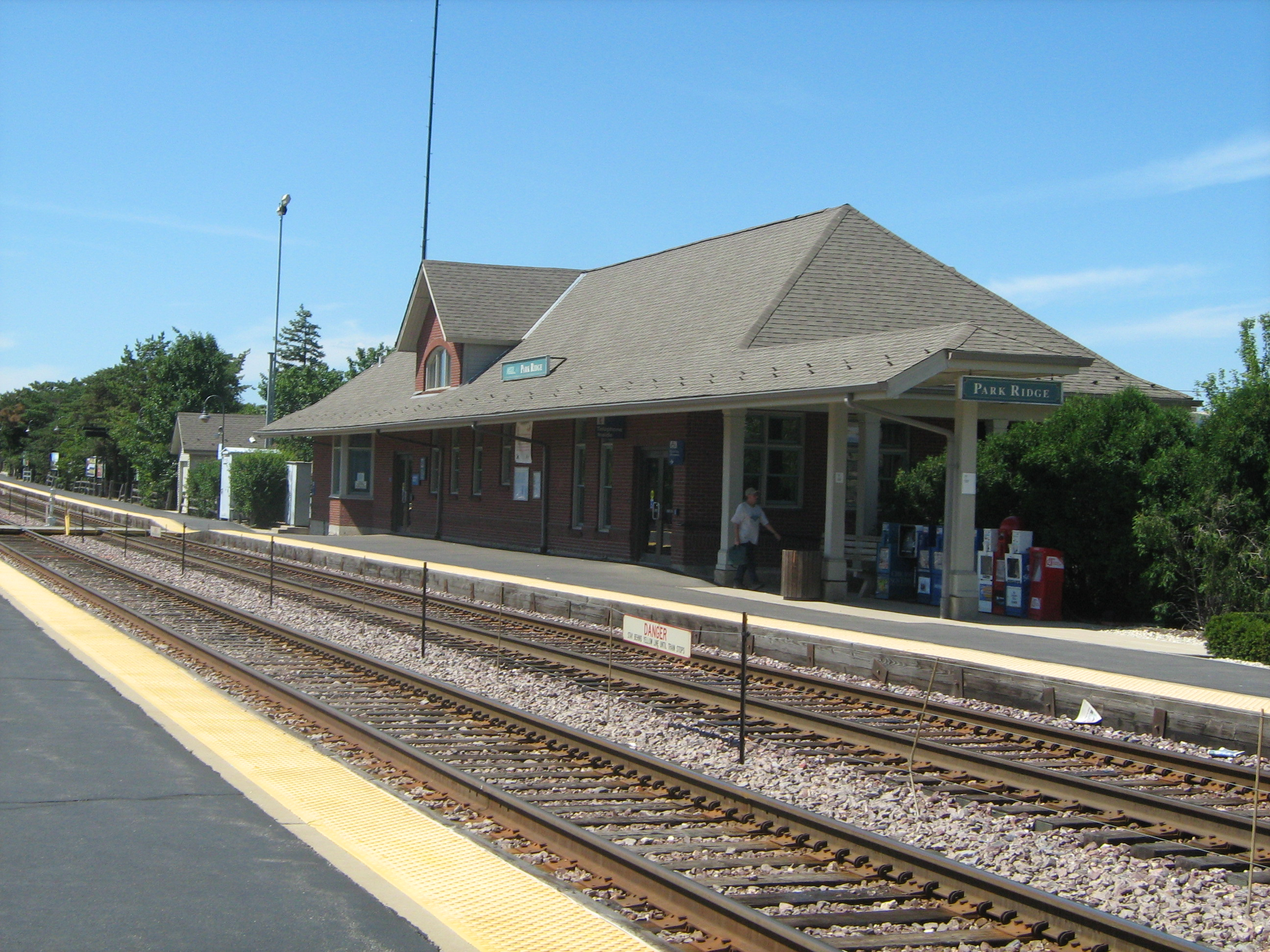
パークリッジ駅

- カレン・ブラック（女優）：パークリッジ出身